# مانوئل ساگرزازو
مانوئل ساگرزازو (انگلیسی: Manuel Sagarzazu; ۱۵ اکتبر ۱۹۰۳ – ۲۵ ژوئیهٔ ۱۹۹۰) بازیکن فوتبال اهل اسپانیا بود.
وی همچنین در تیم ملی فوتبال اسپانیا بازی کرده‌است.